# Joseph Willard
Cet article possède un paronyme, voir Joseph Villard.
Pour les articles homonymes, voir Willard.
Joseph Willard, né le 29 décembre 1738 à Biddeford (Maine) et mort le 25 septembre 1804 à New Bedford est un théologien, ministre du culte et universitaire américain, président de l'université Harvard de 1781 à 1804.

## Biographie
Joseph, né le 29 décembre 1738 à Biddeford dans le Maine, est le fils cadet d'Abigail Wright et du révérend Samuel Willard. Orphelin de père à trois ans et dépourvu de moyens financiers, Joseph Willard étudie cependant grâce à un maître d'école qui encourage sa soif de lecture et de savoir. Il réussit l'examen d'admission de l'Université Harvard, en 1761, et son écolage est pris en charge par le père de l'un de ses camarades. Il obtient son Bachelor of Arts, en 1765, et commence à enseigner à Harvard. Le titulaire de la prestigieuse Hollis Chair of Divinity, Edward Wigglesworth l'incite à devenir ministre du culte et il répond à cet appel. Il est ordonné, le 25 novembre 1772, et devient pasteur de la First Church de Beverly. Il épouse, le 7 mars 1774, Mary Sheafe (1753-1826), le couple aura treize enfants, la première Sophia (1775) et le dernier Joseph (1798). En 1781, il est élu président de l'Université Harvard, poste qu'il occupe jusqu'à sa mort le 25 septembre 1804,.

## Travaux académiques et religieux
Joseph Willard dans sa carrière de membre du clergé et de président d'université fit de nombreux sermons. Certains furent publiés, comme son An address in Latin … , du 21 février 1800, lors de la commémoration dédiée à George Washington. Passionné de mathématiques et d'astronomie, il rédigea des articles qui furent publiés dans le journal Memoirs de l'American Academy of Arts and Sciences, ainsi que dans Transactions de l'American Philosophical Society. Avant l'indépendance des États-Unis, ses écrits concernant ses matières étaient déjà publiés, comme sa A Letter from Joseph Willard to the Rev. Dr. Maskelyne, Astronomer Royal, concerning the Longitude of Cambridge in New England dans le journal Philosophical Transactions of the Royal Society of London. Il laissa également un manuscrit de grammaire du grec ancien, Materials for a Greek grammar. À propos de ces documents, dans une lettre adressée à la famille de Willard, le 28 août 1838, le linguiste John Pickering (1777-1846) écrivit :
« This grammar, so far as I am informed, was the first attempt made in this country, to write a Greek grammar in the English language, nor had there been any one published in England, in our common language that was worthy of notice for the purpose of instruction. »
Dont une traduction approximative, pourrait être:
« Cette grammaire, autant que je sache, fut la première tentative dans ce pays, pour rédiger une grammaire grecque en langue anglaise, s'il en fut jamais une publiée en Angleterre, dans notre langue véhiculaire qui soit digne d'être remarquée à des fins d'enseignement. »

## Œuvres citées dans cet article
- « A Letter from Joseph Willard to the Rev. Dr. Maskelyne, Astronomer Royal, concerning the Longitude of Cambridge in New England », Philosophical Transactions of the Royal Society of London, v71, 1781, p. 502-507, (OCLC 4910587556).
- An address in Latin, by Joseph Willard, S.T.D.L.L.D. president ; and a discourse in English, by David Tappan, S.T.D. Hollis Professor of Divinity : delivered before the University in Cambridge, Feb. 21, 1800. In solemn commemoration of General George Washington., Charlestown, E. typis Samuel Etheridge, 1800, (OCLC 62841176).
- Materials for a Greek grammar, (OCLC 77062018)